# Хамурабијев законик
Хамурабијев законик  је најбоље сачувани законик древне Месопотамије из 1754. године пре нове ере (по средњовековној хронологији) који је пронађен у месту Сузи - (Иран). То је један од најстаријих записа у свету и без сумње најзначајнији клинописни правни споменик и један од најпотпунијих извора старог века у целини. То је уједно и први правни писани законик у историји. Вавилонски краљ Хамураби, седми владар Аморијске династије старог Вавилона је установио законик. Делимична копија постоји на челичном камену од 2,25 m висине.
Исписан је на црној каменој стели-стубу, која када је пронађена била преломљена у три комада, а састоји се од пролога, чланова закона и епилога. Прописи су уклесани на предњој и задњој страни, а на врху предње стране се налази рељеф који приказује Хамурабија како стоји пред богом правде Шамашом који седи и предаје цару законик, а у законику стоји да су то декрети правде које је Хамураби, мудри краљ издао и чиме је земља добила праведан закон и добру управу.
Састоји се од 282 закона, са казнама које су рангиране, прилагођене по принципу „Око за око, зуб за зуб“ (Талион) који је базиран на друштвеним околностима које зависе од друштвеног статуса или рода, од роба насупрот слободном човеку, човека насупрот жени.
Скоро половина законика има везе са стварима уговарања, успостављајући тако цифре које треба да буду исплаћене, на пример возачу или хирургу. Остале одредбе успостављају услове трансакција, одговорност градитеља куће која се сруши или имовине која је оштећена док је препуштена другом лицу на бригу. Трећина законика односи се на ствари које се односе на одржавање куће и породичне односе, као што су наследство, развод и потомство.
Само једна законска одредба настоји да наметне дужности представнику власти; та законска одредба установљава то да ће судија који измени одлуку након што је она записана, бити кажњен (новчано) и уклоњен са судијске позиције трајно. Неколико законских одредби се дотичу питања повезаних са војном службом. Овај законик је записан на акадском језику који користи знаке урезане у камену. Материјал је уведен из Магана (данашњи УАЕ и Оман). Тренутно је изложен у Лувру, са репликама у бројним институцијама укључујући: Оријентални институт на Универзитету у Чикагу, Правну школу северозападног Притскера у Чикагу, библиотеку и музеј историје Кленденинг у Медицинском центру Универзитета у Канзасу, библиотеку Теолошког универзитета протестантских цркава у Холандији, Пергамски музеј у Берлину, Факултет уметности Универзитета у Левену у Белгији, Национални музеј Ирана у Техерану и Одељење за антропологију, Национални природни музеј, Смитсонов институт, Универзитетски музеј Универзитета Пенсилваније, Државни музеј ликовних уметности у Русији Пушкин, Археолошки музеј Прувит-Ален на Универзитету Корбан и Музеј Библије у Вашингтону.

## Законик
Увод је религијски, у њему законодавац тврди да су му богови наложили да влада народом и донесе овај законик, „да прибави важност праву у својој земљи, да истреби поквареног и неваљалог, да спречи моћнога да угњетава слабога", карактеристичан је и за све претходне сумерске и акадске законике.
Хамураби се, осим на почетку, обраћа боговима и на крају законика. Хвали се успесима које је постигао за време своје владавине, позива будуће владаре да се придржавају законика и моли богове да сурово казне све оне који га не буду поштовали и примењивали.
Изузимајући увод и закључак, где се законодавац у начелу позива на вољу богова и тако прибавља додатни ауторитет свом тексту, у нормама нема религијских примеса, као што их нема ни у сачуваним члановима ранијих клинописних законика. Изостају било какве религијске санкције, које су иначе честе у примитивним и архаичним правима.
Иако је по обиму чланова Хамурабијев законик најобимнији, он ипак не представља кодификацију која свеобухватно регулише одређене гране права, већ само парцијално и казуистично решава нека спорна питања од случаја до случаја.

### Три дела законика
Законик се састоји из три дела: пролог, чланови и епилог. У прологу пише како је Хамураби послат од стране богова на земљу да на њој успостави мир, ред и правичност. Други део садржи, по Шеловој нумерацији, 282. кратко исписана члана. У завршном делу Хамураби наводи своје заслуге, обећава божанске награде онима који поштују законик и проклиње оне који га не поштују. Законик се примењивао у целој Месопотамији и после Хамурабијеве смрти.Знање.орг

### Облигационо право
За настанак уговора била је потребна одговарајућа форма. Уговори су се могли закључивати у усменом облику, али уз присуство сведока (нарочито купопродаја покретних ствари, зајам, остава). Најважнији уговори су се ипак закључивали у писаној форми. Она није морала бити посебно свечана, али је обезбеђивала да се лако може утврдити воља уговорних страна. Неретко их је састављао и исписивао на глиненим плочицама професионални писар, који би у том случају на документу, поред потписа, односно печата странака и сведока, стављао и свој знак, неку врсту овере уговора својим печатом. Пошто је састављен, уговор би се умотавао у још један, спољни слој глине, који је обезбеђивао тајност и трајност исправе. Са спољне стране се уписивало име странака и предмет уговора, а потом се исправа односила у храм на чување.
Ригорозне санкције за несавесне странке при купопродаји представљају једну од најмаркантнијих црта Хамурабијевог законика, чији је вероватно циљ био да се подигне пословни морал и да се спречи олако парничење.
Бригу о сиромашним слојевима открива и пропис који предвиђа да уколико дужнику невреме опустоши поље и уништи жетву, у тој години он неће бити обавезан да зајмодавцу врати жито, као ни камату за ту годину.
Поред тога, Хамураби је ограничио трајање дужничког ропства на 3 године, у које се често падало због неиспуњења уговора о зајму. Уговор о зајму са каматом код свих старих народа био је најраспрострањенији облик зеленашења, а Хамураби му поставља строге законске оквире, сасвим у складу са прокламацијом о заштити сиромашних на коју се зарекао у прологу Законика.

### Брачно и породично право
Брачно и породично право заузимају чак једну четвртину Хамурабијевог законика. Као и у другим законицима Старог и Средњег века тим питањима се посвећује велики простор. Патријархална схватања су у Вавилону очигледно сасвим овладала, тако да је правни и друштвени положај жене био у великој мери подређен, мада не и потпуно обесправљен.
Каква је била форма за закључивање брака законик не говори, то препушта обичајном праву. Хамураби једино истиче да се брак закључује уговором, иначе је ништаван (члан 128). Уговор је најчешће закључивао сам младожења или његов отац са оцем или старатељем девојке, а формулација тог члана не искључује могућност да је и сама жена могла да закључи брак.
Прва фаза у поступку закључења брака подсећа на веридбу. Том приликом је младожења давао оцу девојке предбрачни поклон - тирхату. Неки у томе виде цену коју младожења плаћа за куповину жене, док други сматрају да је то био само један вид обезбеђења капаре, која гарантује да ће брак бити закључен. Тирхату није био обавезан, те је и без њега брак био важећи.
После веридбе следи друга фаза у закључењу брака - прелазак младе у кућу мужа.
Када се брак коначно заснује заједницом живота, отац је обавезан да уз кћер преда мираз - шерикту.
За време трајања брака миразом је управљао муж, али га није могао продати. Није га могла отуђити ни жена. У случају развода мираз се враћао жени, осим уколико је она крива за развод. Кад жена умре, њену миразну имовину наслеђују синови, уколико их нема, мираз се враћа њеној породици.
Одржавање брака није тешко падало мушкарцима, јер је за њих брак само у начелу био моногаман. Мушкарац је себи могао да приушти и другу жену-конкубину, нарочито уколико му прва жена није родила децу или ако се разболи. Штавише, жена је и сама могла понудити или купити другу жену своме мужу- "слушкињу", нарочито ради обезбеђивања потомства.
Брак између слободних људи и робова се закључивао на исти начин као да су у питању слободни партнери и није изазивао никакве промене у статусу супружника. Из Хамурабијевог законика се јасно види да није било ништа необично уколико би се роб оженио слободном женом или слободан мушкарац робињом. У првом случају, њихова деца су слободна чим их роди слободна мајка, а у другом - када је мајка робиња - постају слободни после очеве смрти, ако их он није још за живота учинио слободним рекавши за њих "моја деца" (члан 170). То је важан показатељ колико је општи положај робова у Вавилону био другачији од оног у античким државама.
За разлику од мушкарца, жена није смела ни помишљати на нарушавање принципа моногамије. За прељубу јој прети смртна казна: везана се баца у воду заједно са љубавником. Већ за саму сумњу да је била са другим мушкарцем, морала је да се правда кроз божји суд скакањем у воду. Уколико би преживела, оном ко је лажно оптужио следила је казна - шишање косе.
Муж је жени неверство могао и опростити, али је тада претвара у робињу. Жена је морала да "чува своје тело" и уколико јој је муж одведен као ратни заробљеник, све дотле док "у кући има шта да се једе". О положају жене говори и околност да је муж своју жену могао дати у дужничко ропство уместо себе. Исто тако, он је могао у сваком тренутку, по својој жељи, жену отерати од куће и раскинути брак (репудијум). При том му је једина обавеза да јој врати шерикту.
Ипак, и поред тога, положај жене је у Вавилону био знатно повољнији него у античким државама. Жена је према Хамурабијевом законику имала правну и пословну способност, али је обично обављала послове заједно с мужем. Имала је и делимичну процесну способност: могла се појављивати као сведок на суду. Чак је могла сама иницирати и развод брака у неколико случајева - ако је муж занемарује, уколико напусти кућу и своје место или ако је због њене болести узео другу жену.
Жена је заштићена и у случају смрти њеног мужа. Из сумерског права потиче посебна врста поклона - нудуну, који је за време брака муж давао жени. Док брак траје том имовином је управљао муж, а у случају његове смрти, тај поклон јој је пружао материјалну сигурност. Уколико није добила нудуну, штитило је право удовичког уживања дела заоставштине који је једнак делу једног детета и који се није могао отуђивати.
Пре Хамурабија је отац могао да прода дете у ропство, док га је према Законику могао дати у дужничко ропство само до три године. Женску децу је отац могао посветити богу, односно дати их у храм, где би се бавила религиозном проституцијом. Отац је могао да се одрекне и отера свог сина, додуше уз проверу разлога пред судом. Непоштовање родитеља је строго кажњавано: за увреду оца или мајке преступнику би се одсецала рука, а ако би оца ударио одсецале би му се обе руке.

### Наследно право
Наследно право је област у којој се у највећој мери може уочити комплементарност Хамурабијевог законика и обичајног права. Законик регулише само нека, вероватно најспорнија питања, док очигледно препушта обичајима велики део материје наследног права. Наследници су само синови, без обзира из ког су брака, док се женска деца намирују кроз мираз који има функцију њиховог наследног дела. Сам Хамурабијев законик не даје при том никакву предност најстаријем сину, али се у неким документима види да је приликом деобе имовине он могао добијати већи део од остале браће. Кћи која није добила мираз јер је била посвећена божанству, добила је "трећину наследног дела" који добијају синови.

### Кривично право
Важио је принцип талиона и кривични део законика је био поприлично суров и неразвијен. Талион је некад потпун, а понекад симболичан (одсецање језика због увреде, руке због ударања родитеља).
Строгост и репресивност којој је Хамураби очигледно тежио у својој казненој политици најбоље се огледа у великој заступљености смртне казне. У првих тридесетак чланова Законика скоро да нема норме чије кршење није запрећено смрћу. Смртна казна се изгледа извршавала без претходног мучења, често бацањем завезаног човека у воду или спаљивањем, ређе набијањем на колац (кад жена убије мужа), а понекад и черечењем помоћу животиња.
О неразвијености кривичног права, али и о дубокој друштвеној раслојености, говори изражена правна неједнакост. За исто кривично дело различито су се кажњавали припадници различитих слојева, а казна је зависила и од тога ко је жртва.
Хамурабијев законик представља одређен помак на дотадашњи систем кажњавања (разликује се убиство из нехата и са предумишљајем, а за ненамерно повређивање, предвиђа се само надокнада трошкова лечења). Али, за закон који за казну у 34 случаја предвиђа убиство (дављење, спаљивање, набијање на колац), и сакаћење (ломљење костију, сечење ушију, шака, груди, избијање зуба и очију), никако се не може рећи да је благ и хуман. Нема казни затвором или принудним радом, а све нејасноће и непотпуности у закону су вероватно регулисане обичајним правом.

### Судови и суђење у Хамурабијевом законику
У многобројним сачуваним исправама и пресудама из Хамурабијевог времена, уочљиве две чињенице: да се странке и судије у судском поступку и пресуди не позивају на Хамурабијев законик и, друго, да су судије у пракси често одступале од његових прописа.
Државни чиновници који су се бавили суђењем најчешће нису били искључиво судије. Ти управни органи су између других послова и пресуђивали у име владара, који је био врховни судија. Судство није било одвојено од управе и није се разликовао грађански и кривично судски поступак.
Поред управних органа, постојале су и професионалне владареве судије - даијанум. Они су судили колегијално, у већу од неколико судија и били су непосредно подређени владару. Радећи по његовом непосредном налогу, судски органи су у ствари били овлашћени да Хамурабијев законик примењују сасвим оквирно, па и да од њега одступају.
Поред писмених докумената, најважније доказно средство је било сведочење, које се понекад изводило пред вратима храма. Лажно сведочење се ригорозно кажњавало: рефлектујући систем талиона, лажни сведок је осуђиван смртном казном уколико би оптуженом претила смртна казна.
Поред ових, рационалних доказних средстава, вавилонско право је чувено по коришћењу ирационалних доказа - божјих судова (ордалија) и заклетви. Међутим, насупрот широко распрострањеном уверењу да се божји утицај при суђењу у Вавилону често позивао у помоћ, стоји чињеница да је Законик свега у два случаја предвидео божји суд бацањем у реку. Прво, њему се мора подвргнути тужени уколико га неко оптужи за враџбине; али, "ако река покаже да је невин и он исплива, онај који му је пребацивао враџбине да се убије" (члан 2). И друго, божјем суду прибегава жена коју неко потужи за прељубу, али није ухваћена с другим. Тада она мора ићи у воду "због свога човека" - да би отклонила сваку сумњу и бруку.
У ирационална доказна средства спада и заклетва, али се њој код Хамурабија чешће прибегавало него божјем суду. Полагање заклетве је био стари акадски ритуал, који је код њих обично био праћен додиривањем полног органа, као знак да се онај ко се заклиње куне у своје потомство.
На крају, када се усмена контрадикторна расправа заврши, доноси се писмена пресуда. Она је исписана на глиненој плочици, слично као и уговор. Садржала је све битне елементе: имена странака, њихове изјаве и заклетве, изјаве сведока, суштину пресуде (изреку). Поред тога, у пресуди се забрањивало странкама да поново воде поступак о истој ствари. Неизвршење пресуде је повлачило нов процес, али би притом онај ко пресуду није извршио плаћао додатну казну, а често би био и обележен шишањем косе као нечастан човек.
Судски поступак - као и друге правне области - садржи неке новине захваљујући којима се Хамурабијев правни систем посматран у целости може сматрати веома напредним.

## Историја
Према средњовековној хронологији, Хамураби је владао од 1792. до 1750. године пре нове ере. У предговору закона он каже: „У то доба, богови Ану и Енлил, да бих се изборио за добробит људи зазваше ме именом мојим: Хамураби, мене, побожног владара, пуног страхопоштовања према боговима, да учиним да правда превлада на земљи, да уништим развратне и зле, да спречим јаке да науде слабима, да се као бог сунца, Шамаш, винем изнад људи и обасјам земљу. " На каменој плочи су 44 ступа и 28 параграфа који су садржали 282 закона. Неки од ових закона следе правила "око за око".
Еламијски краљ Шутрук-Нахунте је преузео у 12. веку пре нове ере и однео је у Сузу у Еламу (која се налази у данашњој иранској провинцији Хузестан), где више није био доступан вавилонском народу. Међутим, када је Кир Велики узео и Вавилон и Сузу под власт персијског царства и ставио копије документа у библиотеку Сипар, текст је постао доступан свим народима огромног персијског царства.
Године 1901. египтолог Густав Хекер, члан експедиције која је вођена од стране Жака де Моргана, пронашао је стелу која је садржала Хамурабијев законик током археолошког ископавања у месту Суза.

## Поједини чланови
Члан 1 „ Ако човек оптужи другог човека за убиство, али оптужбу своју не може да докаже, ко је тужио да се убије. "
Члан 21 „ Ако човек провали у (туђу) кућу, они нека га убију и обесе га баш на том месту. "
Члан 22 „ Ако човек опљачка (неког) и буде ухваћен, нека буде убијен. "
Члан 42 „ Ако човек закупи поље, али на њему не засеје жито, они нека га оптуже и осуде зато што није обавио потребан рад на пољу, и нека му се одреди да власнику поља накнади жито према уроду који је донела суседова жетва. "
Члан 59 „ Ако човек обори палму урме у туђем воћњаку без дозволе власника воћњака, нека одмери и преда 30 шекела сребра. "
Члан 61 „ Ако баштован не доврши засад (воћњака) на пољу, и остави један део неискоришћен, нека буде урачунат у његов удео. "
Члан 193 „ Ако отац удари сина, да му се одсече ухо. "